# رون بارنز
رون بارنز (بالإنجليزية: Ron Barnes)‏ (21 فبراير 1936 ببولتن في المملكة المتحدة - 7 ديسمبر 1991) هو لاعب كرة قدم بريطاني في مركز الوسط. لعب مع نادي بلاكبول ونادي بيتربورو يونايتد ونادي توركي يونايتد ونادي روتشديل ونادي ريكسهام ونورويتش سيتي وArcadia Shepherds F.C. ‏ ونادي مدينة كيب تاون ‏.